# Perec Goldstein
Perec Goldstein (hebrejsky: פרץ גולדשטיין, rodným jménem Ferenc Goldstein; 4. července 1923 – 1. března 1945) byl židovský voják a příslušník protinacistického odboje, který se během druhé světové války zúčastnil v řadách Britské armády výsadku v Jugoslávii. Následně překročil hranici s Maďarskem s cílem pomoci maďarským židům. Byl však chycen, vězněn, mučen a nakonec zavražděn v koncentračním táboře Oranienburg.

## Biografie
Narodil se v rumunském městě Kluž (dříve uherský Kolozsvár) a dostalo se mu religiózně-sionistického a všeobecného vzdělání. Jako mladík byl aktivní v mládežnickém sionistickém hnutí ha-Bonim. V roce 1940 podnikl aliju do britské mandátní Palestiny, kde se usadil v kibucu Ma'agan. V prosinci 1942 se přihlásil do úderných jednotek Palmach. Později se přihlásil na tajnou misi v Evropě, při níž měli židovští výsadkáři seskočit za nepřátelskými liniemi. V rámci přípravy podstoupil výsadkářský výcvik v kibucu Ramat David.
V polovině dubna 1944 seskočil s Jo'elem Palgim, Chanou Seneš a Re'uvenem Dafnim nad Jugoslávií a o dva měsíce později překročil s Palgim hranici s Maďarskem. Následně se jim podařilo dostat do Budapešti, kde se setkali s Rudolfem Kastnerem, který s nacisty vyjednával propuštění židů na svobodu výměnou za peníze a cennosti. Kastner dvojici doporučil, aby se šla sama přihlásit na gestapo, coby zástupci jišuvu, kteří přijeli vyjednat dohodu s nacistickým Německem. Němcům se však podařilo najít části britské vysílačky a příběhu neuvěřili. Oba muže poté vyslýchali a krutě mučili. S ohledem na postup Rudé armády byli posláni vlakem do Německa. Pokusili se o útěk, ten se však zdařil jen Palgimu. Perec tak byl 8. prosince 1944 dovezen do koncentračního tábora Oranienburg, kde byl 1. března 1945 zavražděn.
29. července 1954 byl v kibucu Ma'agan odhalen památník věnovaný památce Perece Goldsteina a 28. listopadu téhož roku byl odhalen Goldsteinův symbolický náhrobek na národním hřbitově na Herzlově hoře v Jeruzalémě. Nachází se ve zvláštní sekci věnované sedmi židovským výsadkářům, kteří padli za druhé světové války za nepřátelskými liniemi.